# Цивцивадзе, Дали Ивановна
Дали Ивановна Цивцивадзе (род. 20 августа 1942, Хони, Имеретия) — колхозница колхоза имени Цулукидзе Цулукидзевского района, Грузинская ССР. Герой Социалистического Труда (1966). Депутат Верховного Совета Грузинской ССР 7-го созыва.

## Биография
Родилась 20 августа 1942 году в городе Цулукидзе. Окончила местную школу. С 1957 года трудилась на чайной плантации колхоза имени Цулукидзе Цулукидзевского района. С 1962 года член КПСС.
Ежегодно показывала высокие трудовые результаты в чаеводстве. В 1964 году собрала 5412 килограмма зелёного чайного листа и в 1965 году — 6630 килограммов. Указом Президиума Верховного Совета СССР от 2 апреля 1966 года удостоена звания Героя Социалистического Труда за «достигнутые успехи в развитии сельского хозяйства, промышленности и науки Грузинской ССР» с вручением ордена Ленина и золотой медали «Серп и Молот» (№ 10859).
В последующие годы продолжала собирать высокий урожай чайного листа. В 1966 году сдала 6503 килограмма.
Избиралась депутатом Верховного Совета Грузинской ССР 7-го созыва (1967—1971), Цулукидзевского районного Совета депутатов трудящихся, членом Цулукидзевского райкома Компартии Грузии.
В 1968 году окончила Грузинский сельскохозяйственный институт, после которого трудилась агрономом до 1970 года.
После выхода на пенсию проживала в родном городе Хони.